# Hôpitaux militaires de Nantes sous la Révolution
 (novembre 2011).
Si vous disposez d'ouvrages ou d'articles de référence ou si vous connaissez des sites web de qualité traitant du thème abordé ici, merci de compléter l'article en donnant les références utiles à sa vérifiabilité et en les liant à la section « Notes et références ».
Les hôpitaux militaires de Nantes sous la Révolution incluaient les trois hôpitaux existants avant la Révolution, ceux-ci dispensaient leurs soins aux mendiants, aux « femmes débauchées », aux aliénés et aux personnes âgées. Ces hôpitaux furent transformés en hôpitaux militaires où des soins furent apportés aux blessés de guerre. Des milliers de réfugiés, (pour la plupart des nobles ou des membres du clergé) y trouvèrent la mort. Lors du déclenchement des hostilités en Vendée, les trois hôpitaux déjà existants devinrent insuffisants, de nouveaux hôpitaux furent créés, y compris le couvent des Visitandines de Nantes. Dans ces hôpitaux furent soignés aussi bien les civils que les militaires, victimes de maladies contagieuses ou blessés lors des combats qui affrontèrent l'armée royaliste de Vendée aux Républicains (Bleus).

## Hôpitaux de Nantes avant la Révolution
Avant et au début de la Révolution, les soins étaient dispensés dans le cadre des trois hôpitaux, l'Hôtel-Dieu, l'hospice des Orphelins et le Sanitat ou Hôpital général. L'Hôtel-Dieu compte une dizaine de salles pour cent cinquante à cent soixante-dix lits ; depuis 1782 est adjoint à cet établissement l'hospice des Orphelins, fondé grâce au legs de l'armateur Guillaume Grou. Le Sanitat remonte à 1569, depuis le XVIIe siècle il sert autant de dépôt de mendicité, de lieu d'enfermement pour les « femmes débauchées », d'asile d'aliénés et de maison de retraite que d'hôpital proprement dit. Nantes compte neuf médecins en 1789, ce qui est peu, mais aussi quarante chirurgiens sans compter les chirurgiens navigants, en activité ou retirés de Nantes. Les ordres monastiques forment l'essentiel du personnel infirmier. Jusqu'en 1793, les religieuses poursuivent leur tâche sans trop de tracasseries.

## Nantes transformée en un immense hôpital militaire
En 1793-1794, Nantes s'est transformée en un immense hôpital militaire, les réfugiés y ont afflué et les « brigands » entassés dans les prisons, passées au nombre d'une dizaine, ont péri par milliers. Nantes est une plaie à vif, menacée de gangrène. Hôpitaux, prisons, cimetières, fosses communes ne suffisent plus. Tout concourt à l'engorgement et au pourrissement sanitaires de Nantes. La ville est devenue une sorte de cul-de-sac, de dépotoir pour les milliers de réfugiés, de blessés et de malades républicains. Pour les « brigands », elle est leur ultime étape. Sous une forme ou sous une autre, la mort les y attend presque inéluctablement.

### Évaluation
À peu près satisfaisante durant les trois premières années de la Révolution, la situation sanitaire et médicale de Nantes se dégrade dans les semaines qui suivent le déclenchement de l'insurrection des campagnes en Vendée.
À Nantes, près de 90 000 habitants, au moins 6 000 réfugiés bleus (républicains), à peu près autant de soldats blessés ou malades, et surtout plus de 10 000 prisonniers en décembre 1793.

## Création d'hôpitaux à Nantes
Les combats de la Saint-Pierre, le 29 juin 1793, entraînent un afflux de blessés, plus de trois mille cinq cents, qu'il faut soigner sur place. Les combats qui se poursuivent durant tout l'été autour de Nantes grossissent encore le nombre des individus à soigner, aussi bien civils que militaires, victimes des maladies contagieuses ou blessés dans les combats. Pour faire face à cette situation, l'autorité militaire, les corps administratifs multiplient les créations d'hôpitaux. Au début de 1794, on en compte pas moins d'une dizaine s'ajoutant aux trois initiaux.

### Création de l'hôpital militaire de l'Unité
À la demande du général Jean-Michel Beysser, le couvent des Visitandines a été transformé en hôpital militaire. Devenu l'hôpital de l'Unité, il ne désemplit pas et compte jusqu'à 1 000 hospitalisés le 3 novembre 1793, soit 600 blessés et 400 vénériens. Pour les soigner, 7 officiers de santé et 43 assistants sont affectés.

### Création des hôpitaux de la Fraternité et de l'Égalité
Le 21 septembre 1793 sont ouverts les hôpitaux de la Fraternité et de l'Égalité, ils sont affectés aux « fiévreux », de 700 à 1 000 selon les dates, entassés dans des bâtiments mal préparés à cet effet (un séminaire et un couvent) et médiocrement encadrés : 7 ou 8 médecins.

### Création des hôpitaux de la Liberté, des Sans-Culottes et de la Montagne
En septembre 1793, l'armée ouvre trois hôpitaux, de la Liberté, des Sans-culottes (rue des Pénitentes), et de la Montagne, toujours dans des bâtiments conventuels. Cette fois, plus de discrimination, on rencontre aussi bien des blessés que des fiévreux, des vénériens et des galeux. Un millier de malades se trouvent en permanence dans ces établissements. La gale se révélant particulièrement pernicieuse, les galeux sont peu à peu évacués sur un lieu un peu à l'écart, l'église Saint-Jacques devenue hôpital militaire Jean-Jacques. Ils s'y retrouvent un bon demi-millier.

### Création d'autres hôpitaux
L'oratoire (hôpital républicain), l'Évêché (hôpital du Panthéon), l'église Saint-Donatien (hôpital de la Concorde), le couvent des Jacobins (hôpital du Père-Duchesne) sont eux aussi réquisitionnés pour servir à l'armée. Leur existence fut plus ou moins éphémère.

## Hôpitaux civils de Nantes
Les malades ou les blessés civils sont nombreux chez les réfugiés et encore plus parmi les détenus. Le Sanitat accueille des détenus malades jusqu'à un tiers de sa fréquentation habituelle et surtout fin novembre 1793, on crée l'Hospice révolutionnaire. Un simple mouroir avec, pour ceux qui en on la responsabilité, le souci principal de ne pas laisser de traces comptables des entrées et des sorties.